# 구강군
구강군(九江郡)은 중국의 옛 군이다. 군의 명칭은 강수가 아홉 갈래로 지나가는 데서 유래했다.

## 진
진 시황제 26년(기원전 221년) 당시 존재한 36군 중 하나로, 옛 초나라 영토에 설치되었으며 대략 지금의 안후이성의 화이허 남쪽, 장시성 대부분에 해당했다. 그 영역이 지나치게 광활하여 이후 형산군, 여강군이 분할되어 나갔다. 유물과 문헌자료에서 확인되는 속현들은 다음과 같다.
| 현명 | 한자 | 대략적 위치                                                              | 비고                                                    |
| ---- | ---- | ------------------------------------------------------------------------ | ------------------------------------------------------- |
| 수춘 | 壽春 | 안후이성 서우현 고성(古城)                                               | 진나라 봉니 “수춘승인”(壽春丞印)                        |
| 곡양 | 曲陽 | 안후이성 화이난시 동                                                     | 진나라 전세 관인 “곡양좌위”(曲陽左尉)                   |
| 신감 | 新淦 | 장시성 장수시                                                            | 진나라 봉니 “신감승인”(新淦丞印)                        |
| 첨   | 灊   | 안후이성 훠산현 북동                                                     | 시안 상가항에서 출토된 진나라 봉니 “첨승지인”(灊丞之印) |
| 파양 | 番陽 | 장시성 포양현 북동                                                       |                                                         |
| 역양 | 歷陽 | 안휘성 허현                                                              | 진나라 봉니 “역양승인”(歷陽丞印)                        |
| 우루 | 雩婁 | 허난성 상청현 북동 (혹 안후이성 훠산현 서)                               | 진나라 봉니 “우루승인”(雩婁丞印)                        |
| 안풍 | 安豊 | 허난성 구시현·안후이성 루안시·훠산현 일부분(치소는 구시현 남동부로 추정) | 진나라 봉니 “안풍승인”(安豊丞印)                        |
| 서   | 舒   | 안후이성 수청현                                                          | 시안 상가항에서 출토된 진나라 봉니 “서승지인”(舒丞之印) |
| 교양 | 鄡陽 | 장시성 두창현                                                            | 전세 전국 초나라 계통 관새인(官璽印) “효양??”           |
| 음릉 | 陰陵 | 안후이성 벙부시 남                                                       |                                                         |
| 동성 | 東城 | 안후이성 밍광시                                                          |                                                         |
| 종리 | 鍾離 | 안후이성 펑양현 소변장고성(小卞莊古城)                                   | 소변장고성에서 출토된 “종리승인”(鍾離丞印)              |
| 건양 | 建陽 | 안후이성 추저우시                                                        |                                                         |
| 육   | 六   | 안후이성 루안시 서 고성                                                  | 전국 초나라 관인 “육행부지새”(六行府之璽)               |
| 여릉 | 廬陵 | 장시성 타이허현 성 남서 3미터 간강 남안 백구고성(白口古城)               |                                                         |
| 거소 | 居巢 | 안후이성 안칭시 북서                                                     |                                                         |
| 안평 | 安平 | 장시성 안푸현 남동                                                       |                                                         |

## 전한
기원전 206년, 항우가 제후왕국을 설치하면서 구강나라에 속해 영포의 통치를 받았다. 영포가 모반을 일으키고 전한 편에 섰다가 항우의 진압군에 지고 한나라에 달아나면서 초나라의 직할령이 돼 주은이 수비했다. 전한은 영포를 회남나라 왕에 봉해 옛 구강나라를 맡겼고, 주은이 유고의 포섭을 받아 전한으로 배반하면서 구강군은 다시 영포의 통치 하에 들어왔다. 영포가 반란을 일으키고 패망하자 고제의 서자 회남여왕이 부임했으나 회남여왕도 모반했다 사로잡히니 회남나라의 관할 군들은 모두 전한의 관할로 들어갔다. 후에 회남나라가 재설치되면서 구강군은 회남나라의 봉토가 됐다.
기원전 122년에 회남왕 유안이 반란 혐의로 자결을 명받고 회남나라가 폐해지면서 최종적으로 한나라의 관할이 됐다. 양주자사부에 속했다. 원시 2년(2년)의 인구조사에 따르면 15만 52호, 78만 525명이 있었다. 피관(陂官)과 호관(湖官)이 있었다. 아래의 속현 목록은 한서 지리지를 따른 것으로 원연 · 수화 지간(기원전 8년)의 현황으로 여겨지며, 일반적으로 첫 현이 군의 치소이다. 대략 현대의 안후이성의 화이허 이남, 차오후 시 이북 지역에 해당한다.
| 현명     | 한자              | 대략적 위치            | 비고                                      |
| -------- | ----------------- | ---------------------- | ----------------------------------------- |
| 수춘읍   | 壽春邑            | 화이베이시 서우현      | 초 고열왕이 진(陳)에서 이곳으로 천도했다. |
| 준추현   | 浚遒縣            | 허페이시 페이둥현 동   |                                           |
| 성덕현   | 成德縣            | 화이베이시 서우현 남   |                                           |
| 탁고현   | 橐皋縣            | 허페이시 차오후시 북서 |                                           |
| 음릉현   | 陰陵縣            | 추저우시 딩위안현 북서 |                                           |
| 역양현   | 歷陽縣            | 마안산시 허현          | 도위가 다스린다.                          |
| 당도후국 | 當塗侯國 當嵞侯國 | 벙부시 화이위안현 남   |                                           |
| 종리현   | 鍾離縣            | 추저우시 펑양현        |                                           |
| 합비현   | 合肥縣            | 허페이시               |                                           |
| 동성현   | 東城縣            | 추저우시 딩위안현 남동 |                                           |
| 박향후국 | 博鄕侯國          | 루안시 서              |                                           |
| 곡양후국 | 曲陽侯國          | 화이난시 동            |                                           |
| 건양현   | 建陽縣            | 추저우시 라이안현      |                                           |
| 전초현   | 全椒縣            | 추저우시 취안자오현    |                                           |
| 부릉현   | 阜陵縣            | 마안산시 허현 서       |                                           |

## 신나라
다음 현의 이름을 고쳤다.
| 전한       | 신             |
| ---------- | -------------- |
| 성덕(成德) | 평아(平阿)     |
| 음릉(陰陵) | 음륙(陰陸)     |
| 역양(歷陽) | 명의(明義)     |
| 당도(當塗) | 산취(山聚)     |
| 종리(鍾離) | 잠부(蠶富)     |
| 동성(東城) | 무성(武城)     |
| 박향(博鄕) | 양륙(揚陸)     |
| 곡양(曲陽) | 연평정(延平亭) |
| 부릉(阜陵) | 부륙(阜陸)     |

## 후한
건안 2년(197년), 황제를 참칭한 원술이 구강태수를 회남윤(淮南尹)으로 고치면서 폐지되었다.
| 현명     | 한자          | 대략적 위치 | 비고                                         |
| -------- | ------------- | ----------- | -------------------------------------------- |
| 음릉현   | 陰陵縣        |             |                                              |
| 수춘현   | 壽春縣        |             | 《한관》에서는 이곳이 자사의 치소라 했다.    |
| 준추현   | 浚遒縣        |             |                                              |
| 성덕현   | 成德縣        |             |                                              |
| 서곡양현 | 西曲陽縣      |             |                                              |
| 합비후국 | 合肥侯國      |             |                                              |
| 역양후국 | 歷陽侯國      |             | 양주자사의 치소가 있다.                      |
| 당도현   | 當塗縣 當嵞縣 |             | 마구취(馬丘聚)와 서봉반(徐鳳反)이 있다.      |
| 전초현   | 全椒縣        |             |                                              |
| 종리후국 | 鍾離侯國      |             |                                              |
| 부릉현   | 阜陵縣        |             |                                              |
| 하채현   | 下蔡縣        |             | 원래는 패국의 속현이었다.                    |
| 평아현   | 平阿縣        |             | 원래는 패국의 속현이었다. 도산(塗山)이 있다. |
| 의성현   | 義成縣        |             | 원래는 패국의 속현이었다.                    |

## 수
지금의 주장 시영역에 있던 심양군을 폐지하고 강주를 본군에 설치했다. 수 양제시기 군현제가 실시되면서 강주가 구강군(九江郡)으로 개명되었고 이로 인해 지금의 장시성지급시인 주장 시가 만들어졌다. 수나라 때 구강군은 2현 7,617호를 거느렸다.
| 현명   | 한자   | 대략적 위치     | 비고 |
| ------ | ------ | --------------- | --- |
| 분성현 | 湓城縣 | 주장 시         | 여남현(汝南縣)과 시상현이 통폐합되었는데, 598년(수 문제 개황 18년) 심양현에서 팽려현(彭蠡縣)으로 개명되었다. 대업초기 지금의 이름으로 바뀌었다. 현내에 소호(巢湖), 팽려호(彭蠡湖), 여산(廬山), 망부산(望夫山)이 있었다. |
| 팽택현 | 彭澤縣 | 주장 시 펑쩌 현 | 남조때 교치되었던 태원군을 폐지, 그 자리에 용성현(龍城縣)을 두었다. 598년 지금의 이름으로 개명되었다. 현내에 낚시터(釣磯)가 있었다.                                                                                     |

## 군수·태수

### 전한
- 신도유(? ~ 기원전 116년)
- 아무개(기원전 74년 ~ ?): 소제가 붕어하였을 때 조정의 낭(郞)이었는데, 곽광에게 광릉여왕을 황제로 추대해서는 안 된다는 글을 올렸다. 곽광은 이를 받아들이고 낭을 구강태수로 승진시켰다.[8]
- 대성(성제 시기)
- 왕가(? ~ 기원전 10년)
- 마궁(성제 말기? 애제 시기?)
- 방봉(기원전 5년 ~ ?)

### 후한
- 양통(광무제 시기)
- 종균(광무제 시기)
- 구등(丘騰, ? ~ 144년 9월)
- 등현(鄧顯, 144년 9월): 구등의 후임이다.
- 양구(영제 시기)
- 변양(영제 말기)
- 복건(중평 말기)
- 유막(劉邈, 190년 ~ ?)
- 주앙(? ~ 193년)